# پل آندروود
پل آندروود (انگلیسی: Paul Underwood؛ زادهٔ ۱۶ اوت ۱۹۷۳) بازیکن فوتبال اهل بریتانیا است.
از باشگاه‌هایی که در آن بازی کرده‌است می‌توان به باشگاه فوتبال انفیلد ۱۸۹۳، باشگاه فوتبال ساتون یونایتد، باشگاه فوتبال دورکینگ، باشگاه فوتبال هارفیلد یونایتد، باشگاه فوتبال مولسی، باشگاه فوتبال لوتون تاون، و باشگاه فوتبال کارشالتون اتلتیک اشاره کرد.